# فالويا
فالويا (بالنرويجية: Valøya) هي قرية ومنطقة سكنية تقع في جزيرة إيتر فينكا في مقاطعة نور تروندلاغ، النرويج.[بحاجة لمصدر] ترتفع عن سطح البحر ست أمتار.